# Lichtgewichttrein

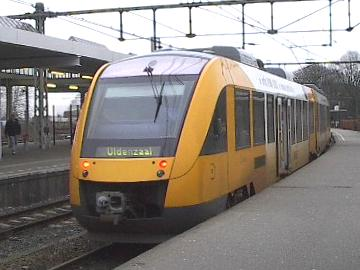
Het vervoerbedrijf Syntus zet LINT-treinstellen in

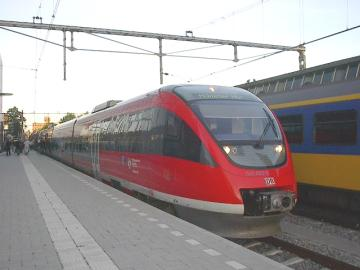
Op de RB64 ("Euregiobahn Münsterland") tussen Enschede en Münster Hbf rijdt de Talent

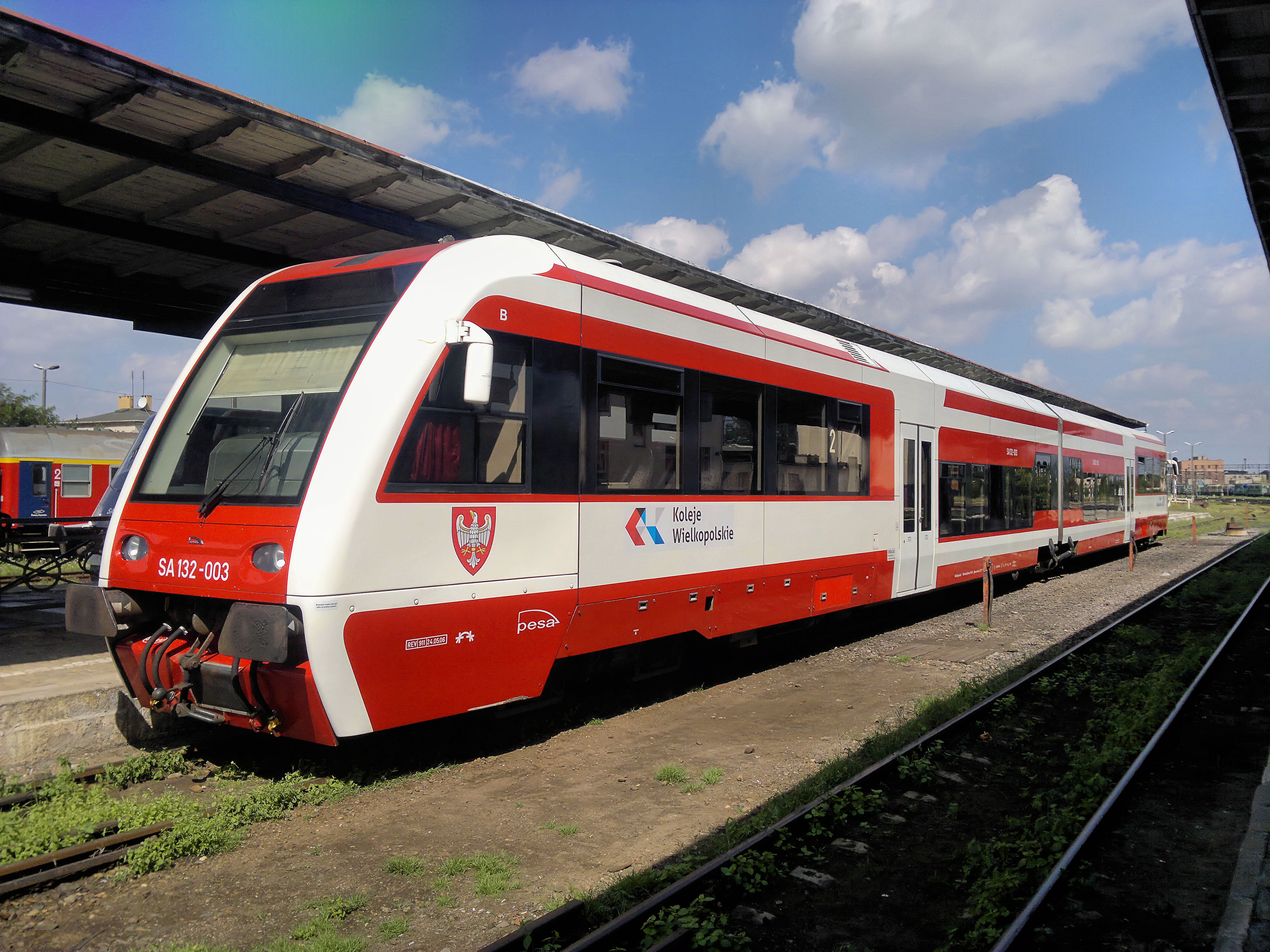
Een Poolse trein: type PESA 218M

De lichtgewichttrein of lighttrain is een verzamelnaam voor licht gebouwde treinstellen of motorrijtuigen voor interregionale, regionale- of voorstadsspoorlijnen. De term wordt ook gebruikt voor metro-achtige treinstellen in stedelijke gebieden, zoals de S-Bahn. Een strikte definitie ontbreekt en de term wordt vooral gebruikt op bestuurlijk niveau in discussies over aanbesteding van treindiensten. De begrippen lighttrain en lightrail worden vaak foutief door elkaar gebruikt. Een lichtgewichttrein moet voldoen aan veiligheidseisen voor treinen voor op het hoofdspoornet, terwijl dit niet geldt voor vormen van lightrail. De meeste lichtgewichttreinen zijn ontwikkeld voor de Europese markt, waardoor ze niet voldoen aan de veiligheidseisen in Noord-Amerika en daar alleen op geïsoleerde lijnen of onder speciaal regime mogen rijden.

## Kenmerken
Belangrijkste kenmerken van een lichtgewichttrein zijn het open interieur (geen afscheiding tussen coupés en balkons) en de lagere vloer, waardoor het in- en uitstappen wordt vergemakkelijkt. Soms is er geen toilet. Een eerste klas is er ook niet altijd. Hoewel de treinen meestal een gestroomlijnd uiterlijk hebben, zijn het zeker geen hogesnelheidstreinen; de topsnelheid ligt meestal tussen de 100 en 160 km/h.

### Regionale lichtgewichttrein
In Duitsland, waar de lighttrain ontstaan is, wordt dit model trein veel ingezet op regionale spoorlijnen door zowel de Deutsche Bahn als particuliere vervoerders. De treinen zijn daar ontstaan uit de behoefte aan een trein om regionale onrendabele lijnen zo goedkoop mogelijk te exploiteren. De treinen zijn daarom zo goedkoop mogelijk gebouwd: een relatief simpele diesel- of elektrische motor, modulaire opbouw, eenvoudig interieur, etc. Bovendien zijn de treinen geschikt voor eenmansbediening: er is geen conducteur nodig. Dit maakt het mogelijk regionale lijnen goedkoop te exploiteren, terwijl het gestroomlijnde uiterlijk van de trein klantenwervend moet werken.
Daar de meeste onrendabele lijnen diesellijnen zijn, zijn lichtgewichttreinen vooral bekend als dieseltrein. Van bijna alle types zijn elektrische versies gemaakt voor geëlektrificeerde baanvakken.
De lichtgewichttrein heeft soms raakvlakken met de tramtrein. Zo rijden in de Duitse stad Zwickau lichte dieseltreinen (Regiosprinter) van de Vogtlandbahn als een tram naar het centrum. Inmiddels wil men ook in Aken het bestaande lichtgewichttreinnetwerk doortrekken naar het centrum en aldus omvormen tot een tramtreinnetwerk.
De Franse spoorwegen hebben drie projecten voor innovatieve voertuigen opgezet: een kort voertuig dat ook op de weg kan rijden en twee grotere maten railvoertuigen. De aandrijving geschied steeds door batterijen. Hierbij gaat om de ontwikkeling van korte voertuigen met een relatief laag gewicht. Zij zijn bedoeld voor regionale trajecten of trajecten die nu niet meer in gebruik zijn. Het treinstel-project heet TELLi en heeft 60 tot 80 zitplaatsen. Innovatief wordt het treinstel vanwege de materialen, maar ook omdat er geen gebruik wordt gemaakt van doorgaande assen maar losse wielen. Het type wordt mede ontwikkeld door het Spaanse CAF en het Franse Alstom en moet in 2029 op de markt worden gebracht.

### Stedelijke lichtgewichttrein
De term lighttrain wordt ook wel gebruikt voor metro-achtige elektrische treinstellen voor stedelijke gebieden. NS Reizigers heeft in 2005 metro-achtige lichtgewichttreinstellen van het type Sprinter Lighttrain besteld voor stoptreindiensten in met name de Randstad. De treinen rijden sinds 2009 onder de naam Sprinter, net als het al bestaande Stadsgewestelijk Materieel.

## Marktoverzicht

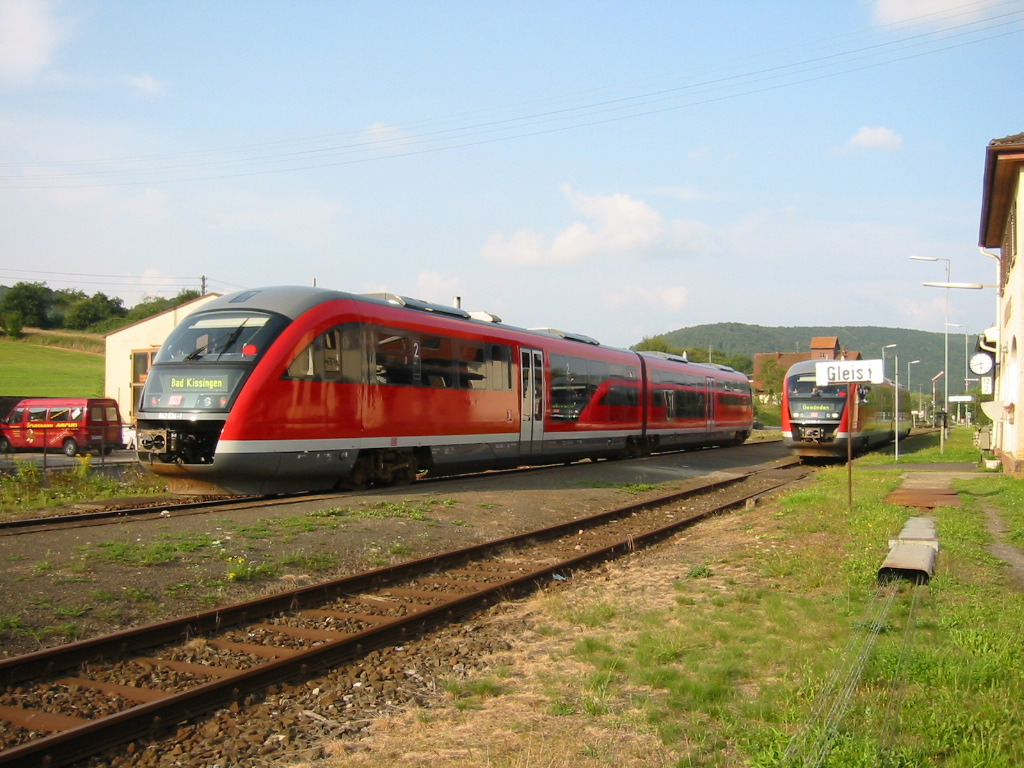
Desiro-lighttrain van Siemens.

In Europa zijn of worden de volgende lighttrains gebouwd:
| Producent                                                 | Product                                                          |
| --------------------------------------------------------- | ---------------------------------------------------------------- |
| Alstom LHB                                                | Coradia LINT                                                     |
| Alstom LHB                                                | Coradia LIREX                                                    |
| Alstom LHB                                                | VT 641 (Walvis)                                                  |
| Bombardier                                                | ITINO                                                            |
| Bombardier                                                | Talent                                                           |
| Bombardier                                                | RegioSwinger                                                     |
| Bombardier                                                | ET 422/423/424/425/426 / Sprinter Lighttrain (samen met Siemens) |
| Fahrzeugtechnik Dessau                                    | Protos                                                           |
| Integral Verkehrssysteme AG (fabrikant bestaat niet meer) | Integral                                                         |
| Siemens                                                   | Desiro (Desiro Classic)                                          |
| Siemens                                                   | RegioSprinter                                                    |
| Stadler Rail                                              | GTW                                                              |
| Stadler Rail                                              | FLIRT                                                            |
| Stadler Rail                                              | Regio-Shuttle                                                    |

### Inzet in Nederland

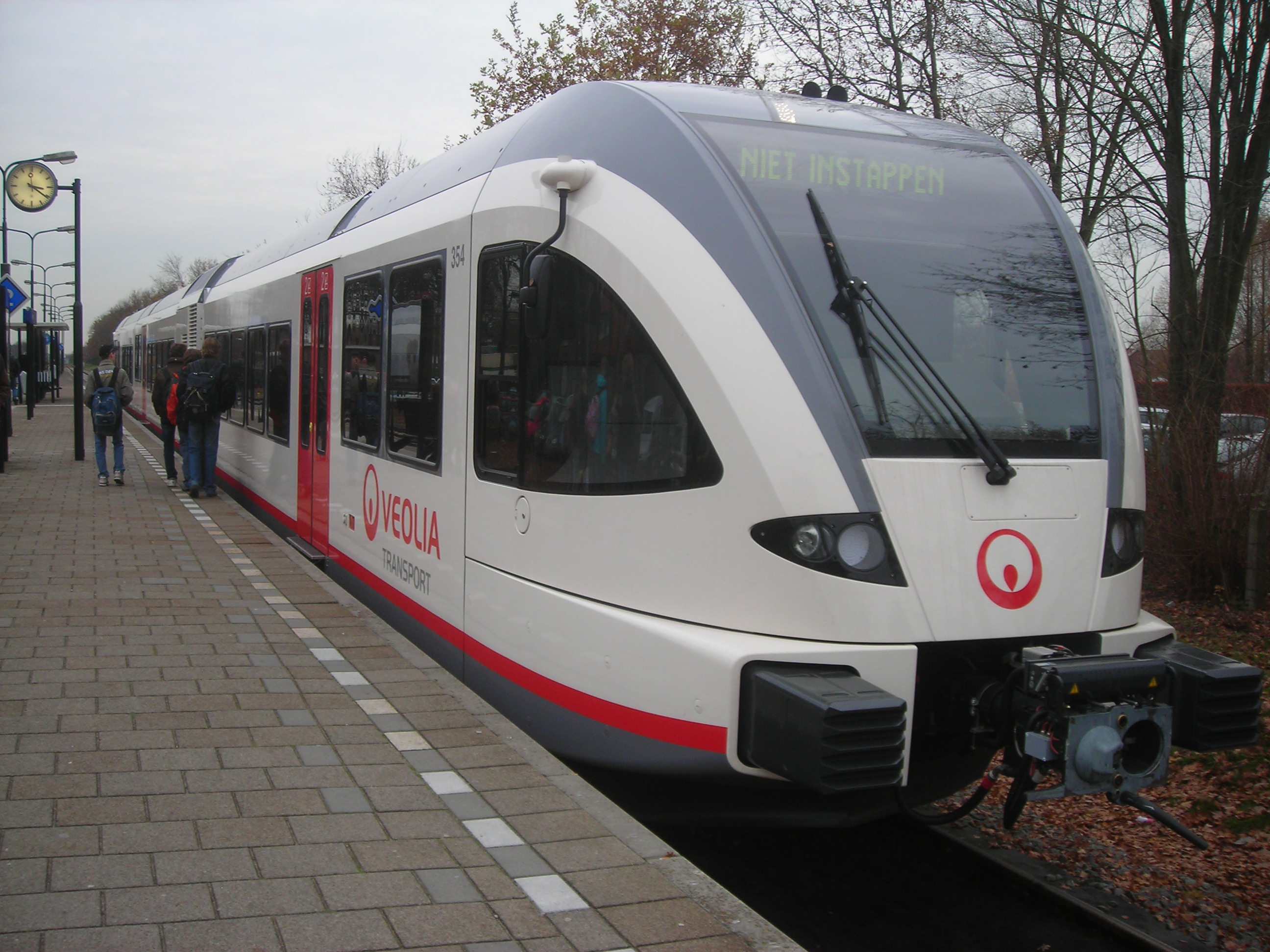
GTW (Velios) van Veolia Transport.

In Nederland rijden of komen lighttrains op de volgende baanvakken (allemaal hoofdspoorwegen):
| Product             | Stations                               | Spoorlijn                                                                            | Vervoerder             | Opmerking |
| ------------------- | -------------------------------------- | ------------------------------------------------------------------------------------ | ---------------------- | --- |
| LINT                | Zutphen - Oldenzaal                    | Spoorlijn Zutphen - Glanerbrug                                                       | Syntus                 | Sinds december 2013 onder de naam Twents. |
| LINT                | Almelo - Mariënberg                    | Spoorlijn Mariënberg - Almelo                                                        | Arriva                 | Sinds december 2013 onderdeel Vechtdallijnen |
| Talent              | Enschede - Münster (D) / Dortmund (D)  | Spoorlijn Dortmund - Gronau (Westmünsterlandbahn)                                    | Deutsche Bahn          | |
| Flirt               | Venlo - Mönchengladbach (D) / Hamm (D) | Maas-Rhein-Lippe-net                                                                 | eurobahn               | |
| GTW (Breng/Spurt)   | Groningen - Delfzijl                   | Spoorlijn Groningen - Delfzijl                                                       | Arriva                 | Dieselelektrische versie |
| GTW (Breng/Spurt)   | Groningen - Roodeschool                | Spoorlijn Sauwerd - Roodeschool (Hogelandspoor)                                      | Arriva                 | Dieselelektrische versie |
| GTW (Breng/Spurt)   | Harlingen Haven - Leeuwarden           | Spoorlijn Harlingen - Nieuwe Schans (Staatslijn B)                                   | Arriva                 | 1e deel Staatslijn B, dieselelektrische versie |
| GTW (Breng/Spurt)   | Leeuwarden - Groningen                 | Spoorlijn Harlingen - Nieuwe Schans (Staatslijn B)                                   | Arriva                 | 2e deel Staatslijn B, dieselelektrische versie |
| GTW (Breng/Spurt)   | Groningen - Leer (Ostfriesl)           | Spoorlijn Harlingen - Nieuwe Schans (Staatslijn B), Spoorlijn Nieuweschans - Ihrhove | Arriva                 | 3e deel Staatslijn B, dieselelektrische versie |
| GTW (Breng/Spurt)   | Leeuwarden - Stavoren                  | Spoorlijn Leeuwarden - Stavoren                                                      | Arriva                 | Dieselelektrische versie |
| GTW (Breng/Spurt)   | Tiel - Arnhem                          | Spoorlijn Elst - Dordrecht                                                           | Arriva                 | Dieselelektrische versie |
| GTW (Breng/Spurt)   | Arnhem - Doetinchem - Winterswijk      | Spoorlijn Amsterdam - Elten, Spoorlijn Zevenaar - Winterswijk                        | Breng, Arriva          | Dieselelektrische versie |
| GTW (Breng/Spurt)   | Winterswijk - Zutphen                  | Spoorlijn Zutphen - Gelsenkirchen-Bismarck                                           | Arriva                 | Dieselelektrische versie |
| GTW (Breng/Spurt)   | Dordrecht - Geldermalsen               | Spoorlijn Dordrecht - Geldermalsen (MerwedeLingelijn)                                | Qbuzz                  | Elektrische versie |
| GTW (Breng/Spurt)   | Zwolle - Emmen                         | Vechtdallijnen / (Emmerlijn)                                                         | Arriva                 | Elektrische versie |
| GTW (Breng/Spurt)   | Zwolle - Coevorden                     | Vechtdallijnen / (Emmerlijn)                                                         | Arriva                 | Elektrische versie (Spitsdienst) |
| GTW (Breng/Spurt)   | Nijmegen - Roermond                    | Spoorlijn Nijmegen - Venlo (Maaslijn)                                                | Arriva                 | Dieselelektrische versie |
| GTW (Breng/Spurt)   | Maastricht Randwyck - Kerkrade Centrum | Spoorlijn Maastricht Randwyck - Kerkrade Centrum (Heuvellandlijn)                    | Arriva                 | Elektrische versie |
| Protos              | Amersfoort Centraal - Ede-Wageningen   | Spoorlijn Amersfoort Centraal - Ede-Wageningen (Valleilijn)                          | Connexxion             | |
| Sprinter Lighttrain | Diverse stations                       | Diverse trajecten                                                                    | Nederlandse Spoorwegen | Deze treinen worden sinds 2009 ingezet in de stoptreindienst, vooralsnog voornamelijk in de Randstad, mede ter vervanging van het af te voeren Mat '64. |

### Inzet in België

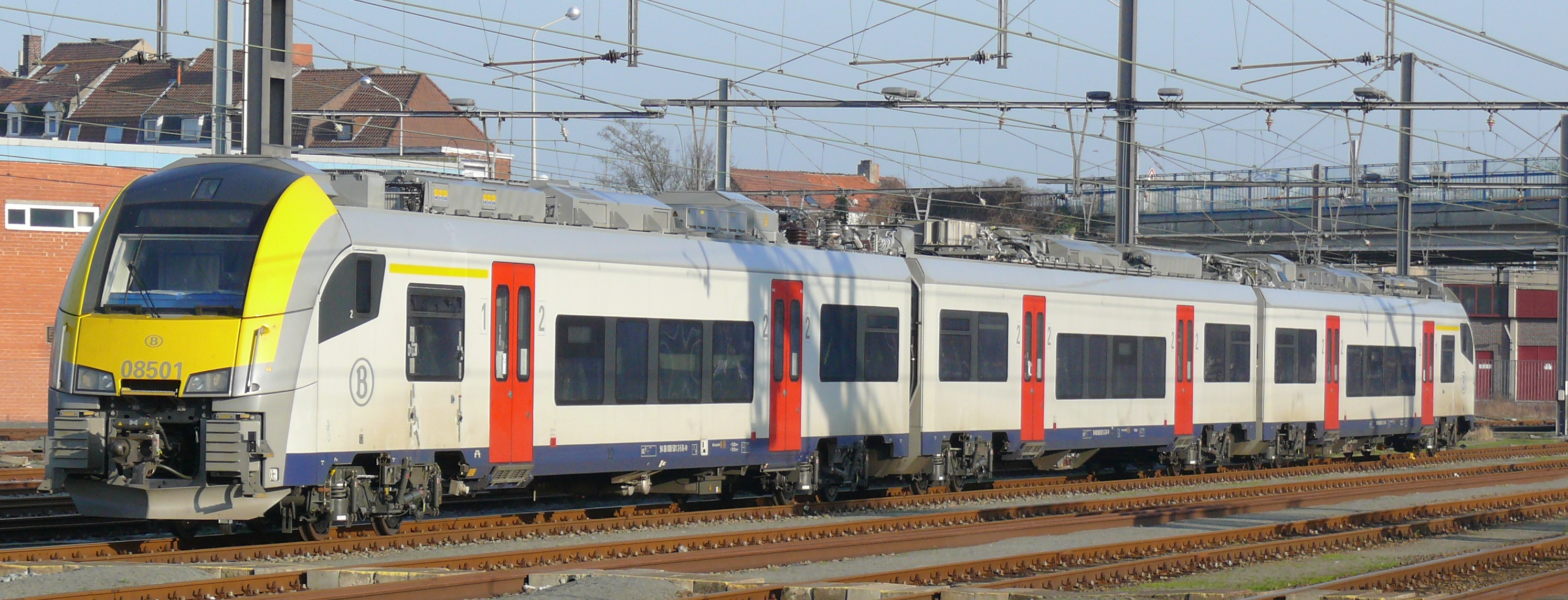
NMBS treinstel 08501 in Doornik.

De NMBS heeft treinstellen van het type Desiro ML. Ze worden voornamelijk ingezet op L-verbindingen en op het Gewestelijk ExpresNet (GEN).